# Onevatha distorta
Onevatha distorta là một loài bướm đêm trong họ Noctuidae.